# Andrias davidianus
La salamandra gigante cinese (Andrias davidianus (Blanchard, 1871)) è un anfibio caudato della famiglia Cryptobranchidae, diffuso in Cina.

## Descrizione
È uno degli anfibi più grandi al mondo, superato solo dalla salamandra gigante della Cina meridionale. I maschi possono superare il metro e ottanta cm. di lunghezza ma in genere la lunghezza media è di 1.4 m. Come la maggior parte degli urodeli non ha palpebre.

## Conservazione
È classificata nella lista rossa IUCN come specie a rischio critico di estinzione.